# Madalena (pel·lícula de 2021)
Madalena és una pel·lícula dramàtica brasilera de 2021 dirigida per Madiano Marcheti a partir d'un guió del mateix director, Tiago Coelho, Thiago Gallego i Thiago Ortman. La pel·lícula conta la història de tres joves que tenen les seves vides connectades per l'esperit d'una dona trobada morta en una plantació de soja. S'ha doblat i subtitulat al català.

## Sinopsi
Luziane (Natália Mazarim), Cristiano (Rafael De Bona) i Bianca (Pamella Yule) no tenen gairebé res en comú, a part del fet de viure a la mateixa ciutat rural envoltada per plantacions de soja en l'oest del Brasil. Encara que no es coneguin, cadascun d'ells és afectat per la desaparició de la Madalena (Chloe Milan). En diferents parts de la ciutat, tots reaccionen a la seva pèrdua, però cadascun a la seva manera.

## Repartiment
- Natália Mazarim com a Luziane
- Pamella Yule com a Bianca
- Rafael De Bona com a Cristiano
- Chloe Milan com a Madalena
- Lucas Miralles com a William
- Antônio Salvador com a Gildo
- Mariane Cáceres com a Francine
- Joana Castro com a Nádia
- Lua Guerreiro com a Tiffany
- Nadja Mitidiero com a Cilene